# Boeremia exigua
Boeremia exigua är en svampart. Boeremia exigua ingår i släktet Boeremia, ordningen Pleosporales, klassen Dothideomycetes, divisionen sporsäcksvampar och riket svampar.

## Underarter
Arten delas in i följande underarter:
- gilvescens
- heteromorpha
- lilacis
- linicola
- populi
- pseudolilacis
- coffeae
- viburni
- exigua